# はーい!アグネス
『はーい!アグネス』は、1974年1月5日から同年7月13日までNET系列局で放送されていた毎日放送製作のバラエティ番組である。その後も1974年7月20日から同年9月28日まで『ハッピー・アグネス』と題して放送されていた。いずれも東洋紡の一社提供。放送時間は毎週土曜 19:00 ‐ 19:30 （日本標準時）。

## 概要
当時の人気アイドルだったアグネス・チャン初のレギュラー番組である。収録は渋谷公会堂で公開形式で行われていた。
番組は、アグネスによる当時のヒット曲やフォークソングなどの披露、あのねのねやゲストによる歌の披露、出演者と観客が一緒になって楽しむ星占いなどのコーナーで構成されていた。エンディングでは毎回観客から曲のリクエストを募り、それを会場内にいる全員で歌いながら終了していた。

## 出演者
- アグネス・チャン
- 小川哲哉
- あのねのね

## エピソード
1974年4月20日放送分には、当時「超能力少年」と世間を賑わせた関口淳が出演した。